# TOGGY'S T.T.
TOGGY'S T.T.（トギーズ・ティーティー）は、cross fmが放送していたラジオ番組。放送時間は毎週月-木曜の17:00-20:00。2008年10月1日放送開始。2014年3月27日放送終了。月・火曜はI'm10階にある局のサテライトスタジオ「（新）北九州スタジオ」から、水・木曜はベイサイドプレイス博多埠頭にある局のスタジオ「ベイサイドプレイス博多スタジオ」からの生放送。

## 概要
- その日に起こった出来事（特に午後の出来事）をピックアップして紹介するニュース中心の番組。
- 番組名の「T.T.」とは「Topics Today」の略である。前番組「CATOGORY T.T.」の「T.T.」とは異なる。
- 2009年1月から、CROSS FMのほかの多くの番組と同様に、ナビゲーターであるTOGGYが「HEADLINE NEWS」（ニュース）・「WEATHER INFORMATION」（天気予報）を読んでいる。
  - 2009年1月から2009年10月まで、ステーションジングルを利用したラインニュースBGMが使用されていた期間には、ともにジングルは冒頭のステーションジングル部分を削ったショートバージョンを使用していた。スポンサーがついている18:01の「HEADLINE NEWS」では「cross fm, HEADLINE NEWS」というコールも省略されていた。

## ナビゲーター
- TOGGY

### TOGGY休暇時のピンチヒッター
- ナオト
- 八木徹（主に月曜、水曜、次番組「DAY+」でも引き続きピンチヒッターを担当している。）
- ルーシー（主に月曜、火曜、当番組終了と同タイミングでTOGGYとともにナビゲーターを卒業。）
- honey（レポーターとしても活躍、次番組「DAY+」でも引き続きピンチヒッターを担当している。）
- 栗田善太郎（主に水曜、木曜）

## 主なコーナー
- ムジカデクイズ
  - 音楽クイズ。17:10頃に主審の持つイエローカードに書かれた楽器生演奏・物真似での朗読・スリーソングクイズ（違う3曲を同時に放送してそのうち1曲を当てる）・うろ覚え（TOGGYが歌詞うろ覚えで歌う）などで問題を出題。19:20頃に答え合わせをする。
  - リスナーは答えを考え正解を送るか、「ナイスアンサー」として正解とこじつけてボケ回答を送る、もしくは連想から全く違う答えを導き出す「間違い」を送っている。流れとしては間違い→単なる間違い→正解発表→ナイスアンサーとなる。正解者には抽選でプレゼントが送られるが、ナイスアンサーでもTOGGYがウケたものについては繰上げ正解となり、別枠で抽選でプレゼントが送られる。ただしボケ被りは不正解（稀にボケ被りでもTOGGYがウケれば繰上げ正解となる場合がある）。ナイスアンサーを送ってくる常連リスナーには、放送エリア内の地名と著名人の名前を掛けたラジオネームで投稿して来る者が多く、その度にTOGGYが物真似で読んでいる。
  - 2008年10月 - 2009年3月までは、T.T. PREMIUMでの週一回のコーナーとなっていたが、4月から当番組へ移籍。月 - 木の週四回のコーナーとなっている。
- T.T.LOUNGE
  - ゲストコーナー。TOGGYとゲストが架空のラウンジ（月曜日と火曜日は小倉駅前COLLET/I”m・10Fにあるオープンラウンジ、水曜日と木曜日は海の見えるラウンジ）で雑談するという設定付けがされている。
  - 18:10頃から放送。
- T.T.TIPS
  - 世界の話題を紹介。
  - 17:20頃から放送。
- T.T.SPORTS
  - スポーツの話題を紹介。ホークスの秋山監督や王会長のコメントはTOGGYが物真似で紹介する。
  - 17:35頃から放送。
- 相談役に聞いてみよう!
  - TOGGY扮する相談役が、リスナーの悩みや疑問に答える。
  - 通常時は17:10頃から放送されふが、ゲスト不在日はこのコーナーが本来のゲスト枠に充てられることもある。
  - 元ネタは王相談役。
- 明日への伝言板　毎年10月-3月の18:55から放送。
- T.T.ENTERTAINMENT
  - 前番組から続く芸能ニュースコーナー。
  - 芸能人の発言を読み上げるときは物真似で紹介することが多い。
- ファーム通信　火曜日の17:40頃から放送。crossfmファームの取り組みについての紹介。
- music forest  水曜日、木曜日の17:40頃から放送。音楽を数曲続けてオンエア。
- モノマネアタック　月曜日19:10頃から。電話を繋いだリスナー全員にモノマネをしてもらうというコーナーである。
- カウントダウンアタック　火曜日→木曜日19:10頃から。
- タイムアタック　水曜日19:10頃から。
- スピリチュアルアタック　木曜日19:10頃から。
- 特集MIT　火曜日・水曜日19:10頃から。

## 終了したコーナー
- Panasonic presents DRIVE with Strada
- T.T.CONNECTION
  - リポーターのハニーが、天神近郊を中心とした各所から、さまざまな話題をリポートする。
- INSPiのレディオプラザ
  - スポンサーはパチンコ プラザグループ。
  - あるパチンコ店を舞台にしたラジオドラマ。
- ANGELS & DEMONS CODE OF GALILEO
  - 映画「天使と悪魔」にちなみ（？）、回文を募集して紹介する。